# Dilophus proxilus
Dilophus proxilus är en tvåvingeart som beskrevs av Fitzgerald 2004. Dilophus proxilus ingår i släktet Dilophus och familjen hårmyggor.
Artens utbredningsområde är Nya Kaledonien. Inga underarter finns listade i Catalogue of Life.